# Partido di Punta Indio
Il partido di Punta Indio è un dipartimento (partido) dell'Argentina facente parte della provincia di Buenos Aires. Il capoluogo è Verónica.
Il partido è di istituzione relativamente recente, essendo stato creato con la Legge provinciale N. 11.584 del 6 dicembre 1994 con parte del territorio del partido di Magdalena.